# 魏鹤龄
魏鹤龄（1907年1月14日—1979年10月2日），字季年，曾用名季燕，男，天津人，中国电影表演艺术家。2005年被中国电影表演艺术学会评为中国电影百年百位优秀演员。